# イギリスの対日宣戦布告
イギリスの対日宣戦布告（イギリスのたいにちせんせんふこく）とは、太平洋戦争勃発に伴い1941年12月8日、イギリス政府が、日本軍によるイギリス領（マラヤ、シンガポール、香港）への攻撃を受けて、大日本帝国に宣戦布告したことである。

## 背景
イギリスは本国があるヨーロッパにおいて台頭するナチス・ドイツと対立を深め、ドイツによるポーランド侵攻2日後の1939年9月3日、ドイツに宣戦布告した。これにより、後に太平洋戦争もその一部とする第二次世界大戦が始まった。
イギリスは、ヨーロッパで戦争が勃発してから2日後にナチス・ドイツに宣戦布告した。
大日本帝国は共産主義国家であるソビエト連邦からの予測される脅威に対抗するために1936年にドイツと防共協定を締結。1937年からの日中戦争で中華民国を支持する英米などと対立を深め、ナチス・ドイツのフランス侵攻が成功した1940年には日独伊三国同盟に発展した。
対独宣戦後に就任したイギリスの首相ウィンストン・チャーチルは、日独への警戒を強めるアメリカ合衆国大統領フランクリン・ルーズベルトとの交渉で、日本がアメリカに攻撃してから1時間以内にイギリスが宣戦布告することを約束していた。
12月7日/8日、日本軍は英米に対してほぼ同時に攻撃を開始した。

## 歴史
米国に対する真珠湾攻撃の一報が英国首都ロンドンに届き、ルーズベルト大統領が正式な手続きを経てアメリカ合衆国議会に対日宣戦布告を求めたことを知り、チャーチル首相もまた宣戦布告に向けて準備を始めた。アメリカだけでなくイギリス領もまた日本軍に攻撃されていたので、連邦議会の動きに合わせることはないと判断し、すぐに在英日本大使を召喚した。
当時、イギリスの外務大臣アンソニー・イーデンは、独ソ戦でナチス・ドイツを共同の敵として戦うようになっていたソ連の首都モスクワに向かって移動しており、チャーチル首相が外務を兼任していた。首相は、駐日英国大使に対して日本の政府に宣戦布告を通知するように指示し、在英日本大使に通知するための書簡を書いた。のちにチャーチルは"Some people did not like this ceremonial style. But after all when you have to kill a man it costs nothing to be polite."と記している。
イギリスは、アメリカが宣戦布告を行う9時間前に、日本に宣戦布告した。イギリス領（マラヤ、シンガポール、香港）もまた日本軍に攻撃されていて、またイギリスにはアメリカのように憲法に基づいて立法府に承認を求める習慣がないので、チャーチル内閣は議会に諮ることなく迅速に宣戦布告することができたのである。

## チャーチルの書簡
日本の大使に対するチャーチルの書簡の内容は以下の通り。
Sir,
On the evening of December 7th His Majesty's Government in the United Kingdom learned that Japanese forces without previous warning either in the form of a declaration of war or of an ultimatum with a conditional declaration of war had attempted a landing on the coast of Malaya and bombed Singapore and Hong Kong.
In view of these wanton acts of unprovoked aggression committed in flagrant violation of International Law and particularly of Article I of the Third Hague Convention relative to the opening of hostilities, to which both Japan and the United Kingdom are parties, His Majesty's Ambassador at Tokyo has been instructed to inform the Imperial Japanese Government in the name of His Majesty's Government in the United Kingdom that a state of war exists between our two countries.
I have the honour to be, with high consideration,
Sir,
Your obedient servant,
Winston S. Churchill